# Česká krajina
Česká krajina je obecně prospěšná společnost (o.p.s.), nezisková celostátní organizace. Hlavním cílem její činnosti je ochrana přírody, krajiny, životního prostředí a zmírňování vlivu klimatických změn na přírodu i člověka.

## Historie
Ochranářskou společnost založil Dalibor Dostál (* 1973), politolog, novinář a ekolog v prosinci roku 2007. Hlavním cílem jejího vzniku bylo zavedení účinnějších a finančně efektivnějších postupů v ochraně přírody na základě dlouhodobých zkušeností ochranářských organizací ze zemí západní Evropy. Především s využitím přirozené pastvy velkých kopytníků.  

## Cíle
V rámci realizace svých cílů buduje společnost Česká krajina síť nestátních rezervací na území České republiky. Tyto rezervace jsou zaměřeny na navracení velkých kopytníků do krajiny. Jde především o zubry, divoké koně a zpětně šlechtěné pratury. Obnova přirozených procesů a biologické rozmanitosti na velkých plochách v rezervacích je nejefektivnějším a nejlevnějším způsobem, jak docílit ochrany ohrožených druhů živočichů a rostlin. Jedná se o fungující ekosystémy bez dlouhodobé potřeby zásahu člověka na údržbu krajiny. Společnost Česká krajina spolupracuje s experty přírodovědného a ekologického zaměření z vysokoškolské a akademické sféry i z dalších institucí.

## Rezervace velkých kopytníků v Milovicích

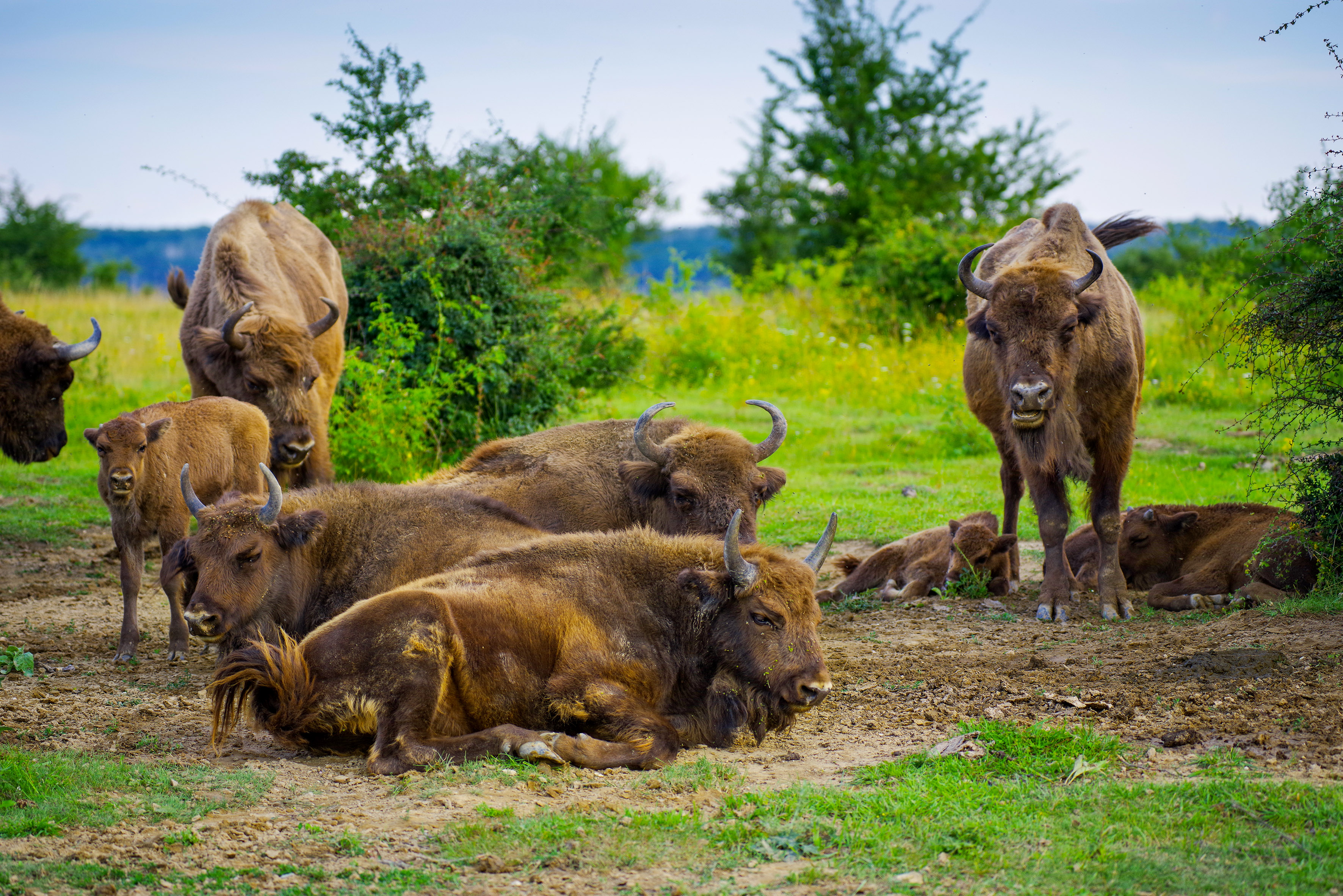
Zubr evropský v milovické rezervaci

Nejznámějším projektem společnosti je rezervace divokých koní a dalších velkých kopytníků v bývalém vojenském prostoru Milovice. Je to celosvětově unikátní projekt, první na světě, kde se tři druhy velkých kopytníků vyskytují v rámci jedné rezervace a kde se daří i rozmnožování všech těchto klíčových druhů. Zubři, pratuři i divocí koně fungují jako nástroj péče, jako lékaři nemocné krajiny, kdy spásají a okusují náletové a agresivní rostliny, zatímco oproti domácím druhům kopytníků nechávají ohrožené a vzácné druhy rostlin bez povšimnutí. Svou činností tak vytvářejí prostor pro život mnoha jiných organismů. Krajina potřebuje neustálou změnu, aby si zachovala svou biodiverzitu. Díky velkým kopytníkům se daří vracet krajině původní podobu a tím přispívat k vytváření dlouhodobě udržitelného prostředí.

## Přirozená pastva
Do České republiky přinesla ochranářská společnost Česká krajina ve spolupráci s vědci koncept přirozené pastvy velkých kopytníků. Velcí býložravci totiž patří k potravním specialistům zaměřeným na spásání trav, takzvané spásače. Vědci o nich mluví jako o takzvaných krajinných inženýrech. Bez jejich přítomnosti krajina zarůstá expanzivními druhy trav a křovin, což dlouhodobě vede k výraznému poklesu biologické rozmanitosti. Díky přirozené pastvě naopak dochází k návratu zranitelných druhů, jako jsou kvetoucí byliny a motýli.     

## Ocenění

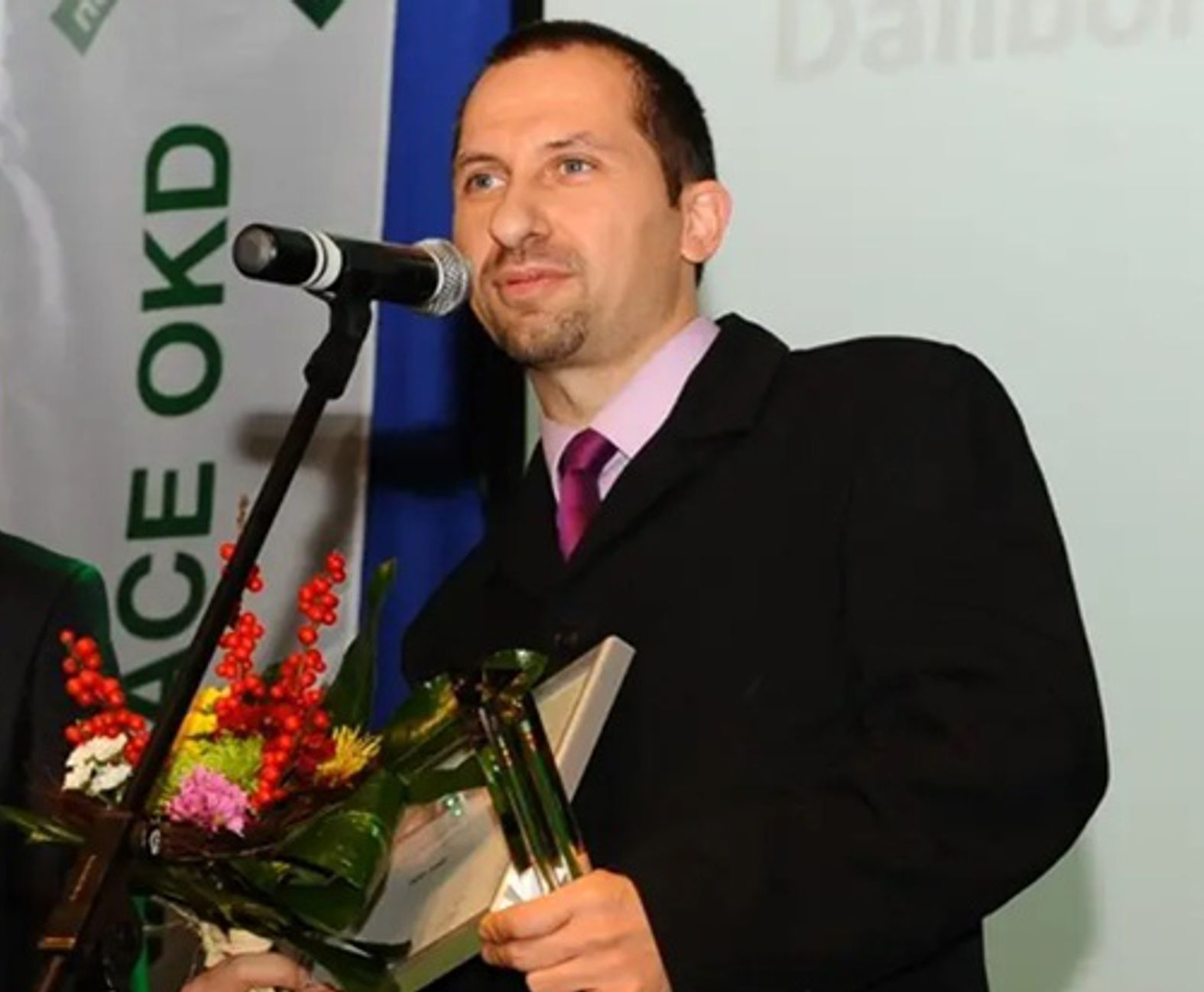
Zakladatel a ředitel ochranářské společnosti Česká krajina přebírá Cenu Nadace OKD v roce 2011.

Společnost Česká krajina a její zakladatel Dalibor Dostál za aktivity v ochraně přírody převzali několik významných ocenění, například Cenu Josefa Vavrouška za rok 2018, Cenu SDGs za rok 2020 za naplňování Cílů udržitelného rozvoje OSN v České republice a Cenu E.ON Energy Globe za rok 2024. .
Organizace tak jako první v České republice získala tato tři nejprestižnější tuzemské ekologická ocenění. Společnost Česká krajina zároveň získala ocenění Hvězda udržitelnosti za rok 2024. Ve stejném roce ochranářská organizace získala také Cenu sympatie na Ekofestivalu v Českých Budějovicích a stejné ocenění na Ekofestivalu v Brně. 
. 
V roce 2019 převzal Dalibor Dostál spolu s filmaři v Brně Cenu prezidenta Ekofilmu na 45. ročníku Mezinárodního filmového festivalu Ekofilm . V roce 2022 byl Dalibor Dostál zařazen mezi osobnosti televizního cyklu Zelený hrdina, v roce 2023 byl uveden mezi Tváře udržitelnosti stal se i jednou z osobností cyklu Zelený hrdina televize Nova.. Již dříve získal za podporu neziskového sektoru Poděkování Výboru dobré vůle – Nadace Olgy Havlové za rok 2009 a Cenu Nadace OKD za rok 2011.

## Publikace
Ochranářská společnost vydala nebo se autorsky podílela na v vytvoření několika publikací věnovaných primárně velkým kopytníkům a přirozené pastvě velkých býložravců .
Dostál D., Jirků M., Konvička M., Čížek L., Šálek M. 2012: Návrat zubra evropského (Bison bonasus) do České republiky: Potenciální přínosy a perspektivní lokality. Česká krajina, Kutná Hora, 120 pp.
Dostál D., Konvička M., Čížek L., Šálek M. Robovský J., Horčičková E., Jirků M. 2014: Divoký kůň (Equus ferus) a pratur (Bos primigenius): klíčové druhy pro formování české krajiny. Česká krajina, Kutná Hora, 125 pp.
Jirků M, Dostál D. a kol 2015: Alternativní management ekosystémů: Metodika zavedení chovu býložravých savců jako alternativního managementu vybraných lokalit (Nment), MŽP, Praha 2015
Jirků M., Dostál D. 2018: History and future of European bison breeding in the Czech Republic. European Bison Conservation Newsletter 11: 5–18.
Jirků M., Dostál D. 2020: Zhodnocení managementu přirozenou pastvou velkých kopytníků v Milovicích 2015-2019. Česká krajina, Kutná Hora 25 s.
Dostál D., Jirků M., Dvořáková L., Marhoul P., Kotecká Misíková M. 2022: Obnova stepních biotopů na Mašovické střelnici a Havranickém vřesovišti v Národním parku Podyjí. Beleco, Praha, 25 s.
Jirků M., Dostál D. a kol. 2022: Přirozená pastva velkých býložravců Metodika přírodě blízkého a dlouhodobě udržitelného managementu nelesních a lesních stanovišť (Certifikovaná metodika). Ministerstvo životního prostředí České republiky. 385 pp. 